# Edmund Szalit
Edmund Joachim Szalit (ur. 15 lutego 1884 w Tarnopolu, zm. 7 lub 8 listopada 1915 po bitwie pod Bielgowem w gminie Nowy Czartorysk w powiecie łuckim) – polski prawnik, żołnierz Legionów Polskich, sekretarz grupy poselskiej Polskiej Partii Socjalno-Demokratycznej w parlamencie austriackim, kawaler Orderu Virtuti Militari.

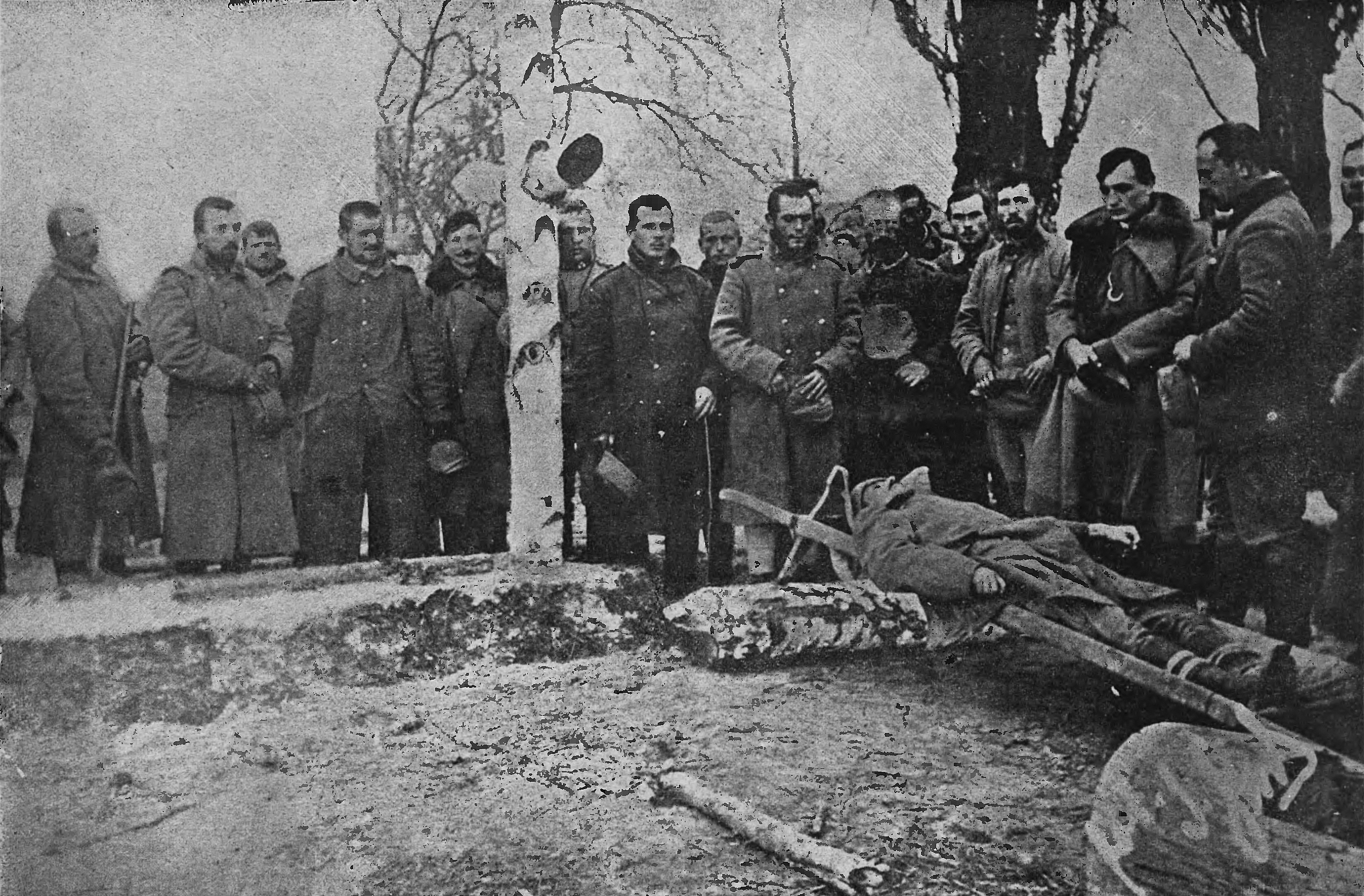
Pogrzeb Edmunda Szalita. Obok grób Leopolda Tyszkiewicza

## Życiorys
Był synem żydowskiego kupca Artura (Abrahama) Szalita i Anny z Gruszewskich; miał braci: Edwarda (stomatologa, majora WP i wiceprezydenta Tarnowa), Juliusza lub Juliana (aktora), Henryka (ekonomistę) i Bernarda (pisarza). Uczył się w tarnopolskim gimnazjum, potem w tamtejszej Wyższej Szkole Realnej, wreszcie (w 1905) podjął studia prawnicze na Uniwersytecie Lwowskim. Ożenił się w 1907 z Walentyną Kolbergówną (1877–1960, córką Antoniego Kolberga), a dwa lata później (z końcem listopada 1909) otrzymał absolutorium na Uniwersytecie Lwowskim; w kolejnym roku, na Uniwersytecie Jagiellońskim, otrzymał doktorat. Otworzył własną kancelarią adwokacką przy ul. Szlak 21 w Krakowie.
W latach 1908–1911 był zaangażowany w obronę Stanisława Brzozowskiego, który oskarżony był o działalność agenturalną na rzecz Ochrany; to do Szalita Brzozowski wysłał w dniu swojej śmierci (30 kwietnia 1911) swój ostatni telegram.
Po wybuchu I wojny światowej wstąpił 16 sierpnia 1914 do Legionów. Najpierw w Wiedniu zajmował się pracą biurową w Naczelnym Komitecie Narodowym, później trafił do batalionu uzupełniającego 1 pułku piechoty, a potem (od stycznia 1915), pomimo nie najlepszego zdrowia, zgłosił się do służby liniowej w 2 pułku II Brygady Legionów. Wyróżniwszy się w walkach pod Kirlibabą (gdzie został ranny) awansował do stopnia chorążego, a później – walcząc na pograniczu Bukowiny i Besarabii – awansowany został 26 maja do stopnia podporucznika. Ponownie ranny został w bitwie pod Rokitną 13 czerwca, a po wyleczeniu wziął udział w jesiennej kampanii wołyńskiej, gdzie w bitwie pod Bielgowem (na linii Pohacice-Bielgów-Nowosiółki-Komarów) został 7 listopada ranny raz jeszcze, tym razem ciężko, w nogę. Czołgał się przez całą noc w stronę punktu opatrunkowego, ale do celu nie dotarł; utonął w bagnie. Pochowany został we wspólnym grobie z chor. Leopoldem Tyszkiewiczem i chor. Władysławem Nowickim, po wojnie jednak grobu tego nie udało się już odszukać.
Pośmiertnie został odznaczony Krzyżem Srebrnym Orderu Wojskowego Virtuti Militari, Krzyżem Walecznych i Krzyżem Niepodległości.
Miał córkę Stanisławę urodzoną w 1911, która wyszła za mąż za Mieczysława Dębickiego, znanego później inżyniera, konstruktora samochodów i profesora Politechniki Gdańskiej.